# II Międzynarodowy Wyścig Tatrzański 1929
II Międzynarodowy Wyścig Tatrzański – samochodowy wyścig górski zorganizowany w Polsce 11 sierpnia 1929 roku jako trzeci z serii Wyścigów Tatrzańskich.

## Organizacja i przebieg

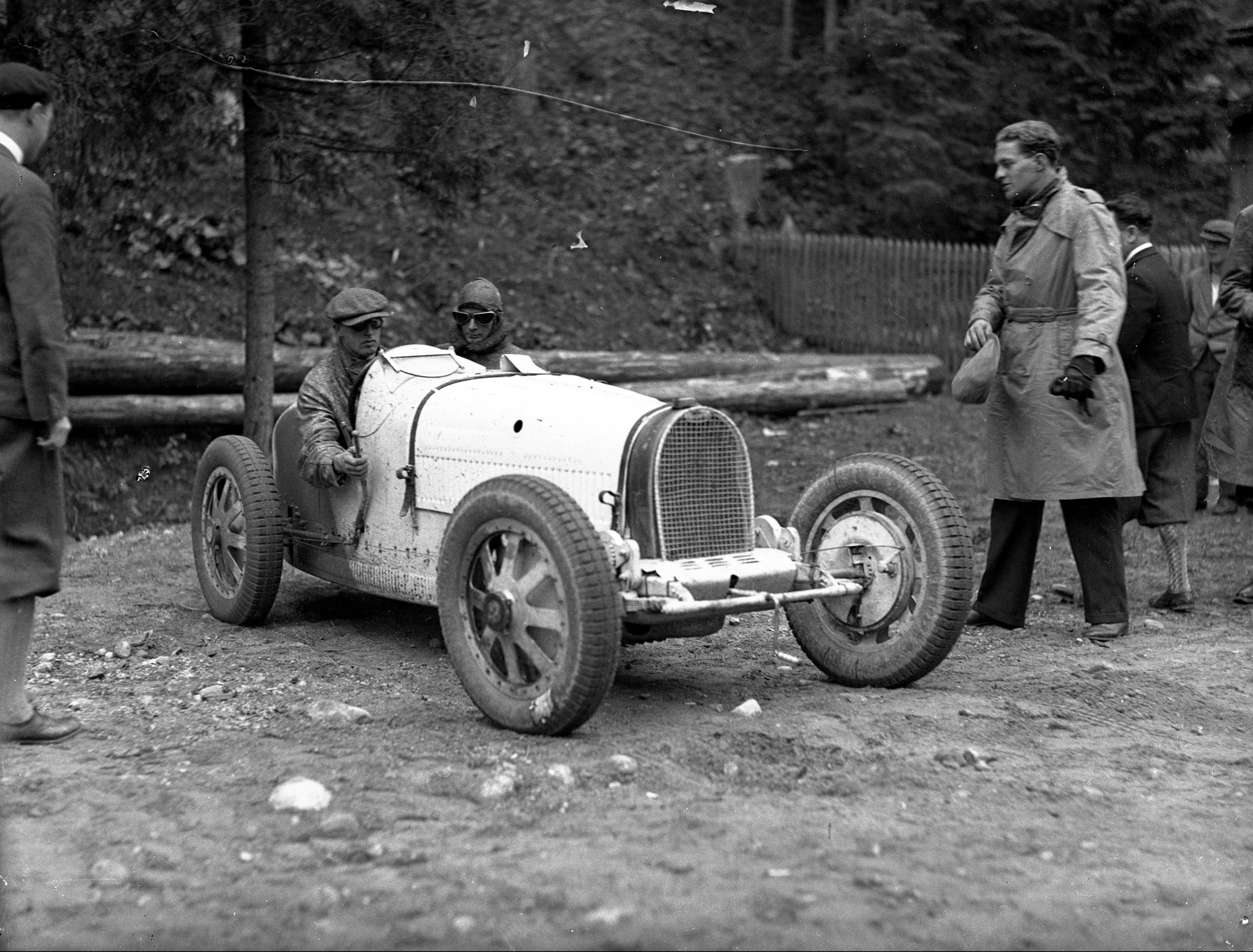
Stanisław Szwarcsztein w samochodzie Bugatti, 1929

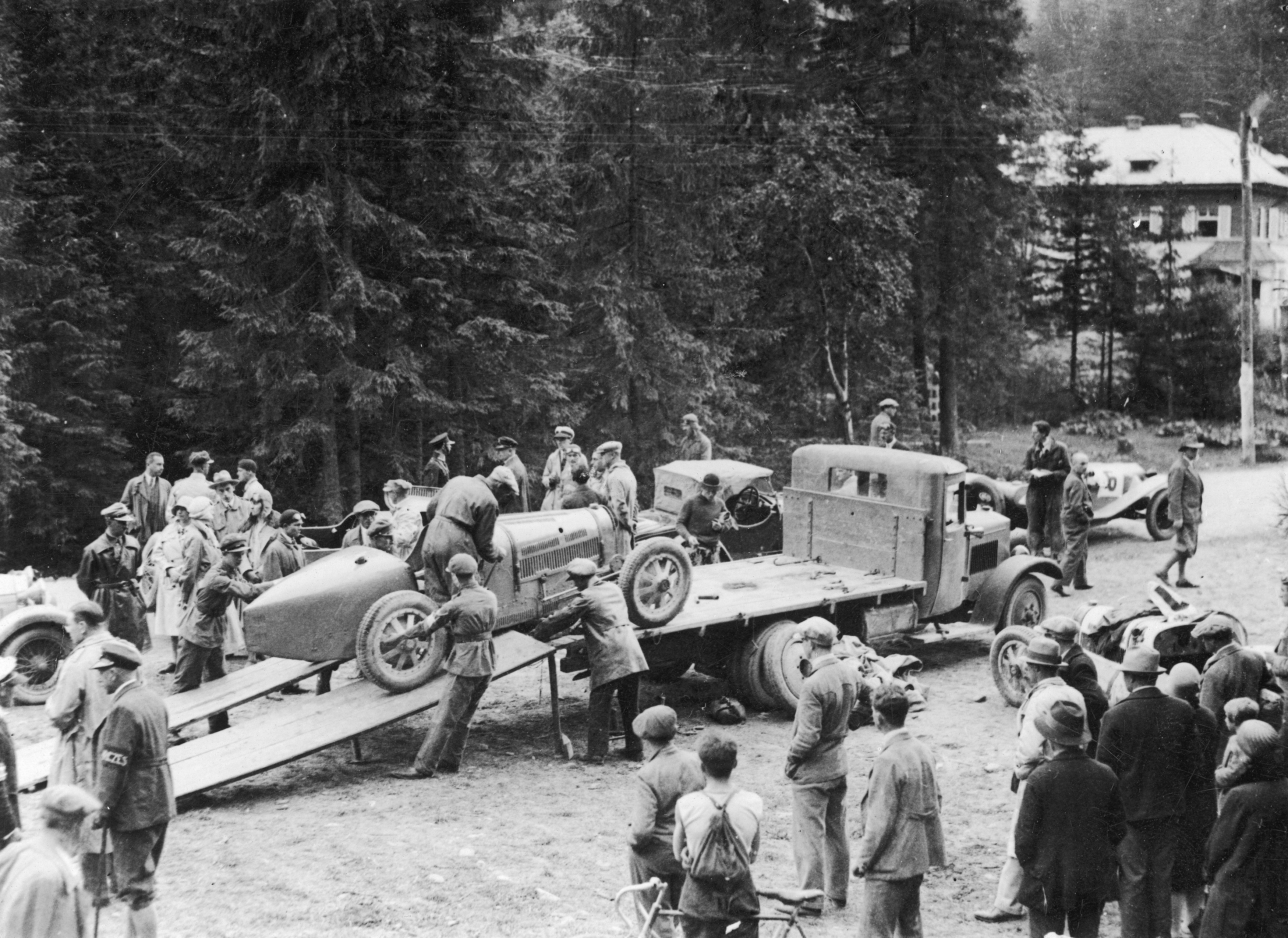
Przed wyścigiem - rozładunek samochodu Bugatti, 1929

Wyścig odbył się 11 sierpnia 1929 roku, pod patronatem prezydenta Rzeczypospolitej. Wystartowało 17 samochodów, sklasyfikowano 15. Sam wyścig odbywał się w trudnych warunkach atmosferycznych, podczas burz. Kilka osób zostało porażonych piorunem. Podczas wyścigu kierowca Gerhard na samochodzie Voisin rozbił się za Wodospadami Mickiewicza, a Romer na Alfa Romeo wypadł z trasy, lecz dojechał do mety poza klasyfikacją. Dodatkowo samochód Mercedes Niemca hrabiego Arco-Zinneberga został rozbity podczas treningów w przeddzień wyścigu i nie wziął w nim udziału.
Najlepszy czas uzyskał ponownie Jan Ripper na wyścigowym Bugatti – 6 min 06,45 s, a drugi był ponownie Henryk Liefeldt na wyścigowym Austro-Daimlerze (mocniejszy model, niż w poprzednim roku) – 6 min 16,915 s.
| Wyniki zawodów:      | Wyniki zawodów: | Wyniki zawodów:                    | Wyniki zawodów: | Wyniki zawodów: | Wyniki zawodów: |
| -------------------- | --------------- | ---------------------------------- | --------------- | --------------- | --------------- |
| Klasa (grupa)        | M-ce            | Kierowca                           | Samochód        | Czas            | Uwagi           |
| Samochody sportowe:  |                 |                                    |                 |                 |                 |
| 1100 cm³             | 1.              | Florian Schmidt (Czechosłowacja)   | Amilcar         | 6 min 41,48 s   | rekord pobity   |
|                      | 2.              | Adam Dygat                         | Tatra           |                 |                 |
|                      | 3.              | Fischer                            | Tatra           |                 |                 |
| 1500 cm³             | 1.              | Januszkowski                       | Alfa Romeo      | 7 min 31,285 s  | rekord pobity   |
|                      | 2.              | Bogucki                            | Bugatti         | 7 min 58,85 s   |                 |
| 2000 cm³             | 1.              | Josef Veřmiřovský (Czechosłowacja) | Tatra           | 6 min 58,51 s   | rekord pobity   |
|                      | 2.              | Tadeusz Skolimowski                | Alfa Romeo      | 7 min 01,65 s   |                 |
| 3000 cm³             | 1.              | Harold Weinschenck (Austria)       | Tatra           | 6 min 44 s      |                 |
|                      | 2.              | Jan Chrząszcz                      | Lancia          | 7 min 56 s      |                 |
|                      | 3.              | Maria Koźmianowa                   | Austro-Daimler  | 9 min 07,04 s   |                 |
| 5000 cm³             | 1.              | Malinowski                         | Dodge           | 8 min 29 s      |                 |
| Samochody wyścigowe: |                 |                                    |                 |                 |                 |
| 1500 cm³             | 1.              | Jan Ripper                         | Bugatti         | 6 min 06,45 s   |                 |
| 3000 cm³             | 1.              | Stanisław Szwarcsztein             | Bugatti         | 6 min 32,39 s   |                 |
|                      | 2.              | Edward Zawidowski                  | Bugatti         | 7 min 13,56 s   |                 |
| 5000 cm³             | 1.              | Henryk Liefeldt                    | Austro-Daimler  | 6 min 16,915 s  | rekord pobity   |